# Essouk
Essouk is een gemeente (commune) in de regio Kidal in Mali. De gemeente telt 2400 inwoners (2009).